# Godot (engine)
Godot is een platform-onafhankelijke  open source game-engine die is uitgebracht onder de MIT licentie. Het was oorspronkelijk ontwikkeld door Juan Linietsky en Ariel Manzur voor verschillende bedrijven in Latijns-Amerika voordat het openbaar werd gemaakt. Met Godot kunnen zowel 2D als 3D spellen gemaakt worden.

## Versiegeschiedenis
| versie | Datum van publicatie | Extra notities | Nieuwste patchversie |
| ------ | -------------------- | --- | -------------------- |
| 1.0    | December 2014        | Eerste stabiele release | 1.0                  |
| 1.1    | Mei 2015             | Verbeteringen aan automatisch aanvullen in de code-editor, de toevoeging van een visuele shader-editor, een herschreven 2D-engine en nieuwe ondersteuning voor het navigeren door 2D-polygonen. | 1.1                  |
| 2.0    | Februari 2016        | Verbeterde gebruikersinterface en debugger | 2.0.4.1              |
| 2.1    | Juli 2016            | Introductie van de Addons-database, profiler en add-on-API | 2.1.6                |
| 3.0    | Januari 2018         | Nieuwe op fysica gebaseerde renderer, ondersteuning voor Mono (C#) en de toevoeging van Bullet als een fysica-engine | 3.0.6                |
| 4.0    | Maart 2023           | Voegt ondersteuning toe voor de Vulkan grafische API. Migreert van Mono naar .NET 6 CoreCLR. Het biedt op SDF gebaseerde wereldwijde verlichting samen met verschillende wijzigingen in de regelgeving en prestatie-optimalisaties. | 4.0.3                |
| 4.1    | Juli 2023            | Updates voor prestatie-, kernel- en scriptitems. Introductie van statische variabelen in GDScript en het [GlobalClass]-attribuut in C#. Ondersteuning voor meerdere vensters en de mogelijkheid om scripteditors te scheiden. Introductie van verbeterde deeltjesturbulentie en 3D-ruistexturen. Vernieuwde vermijdingsalgoritmen voor AI-navigatie. | 4.1.1                |
| 4.2    | November 2023        | AMD FSR 2.2 support | 4.2.1                |
| 4.3    | Augustus 2024        | |                      |

## Eigenschappen
Ontwikkelaars kunnen met Godot een game maken, zonder andere hulpmiddelen nodig te hebben afgezien van zaken zoals game-assets. De game-engine is gemaakt rond het concept van "nodes". Die nodes zijn georganiseerd binnen "scenes". Nodes zijn herbruikbaar, en kunnen genest worden binnen andere nodes. 

### Ondersteunde platformen
Editor
- desktop platforms: Windows, macOS, Linux en BSD[25][26]
- web[27]

Export
Godot ondersteunt het exporteren naar meerdere platformen en geeft de mogelijkheid om voor elk platform een andere textuurcompressie en resolutie in te stellen. Godot kan exporteren naar
- mobiele platforms: Android en IOS[25][26][28][29]
- desktop platforms: Windows, UWP, Linux, macOS en BSD[25][26][28][29]
- consoles: Nintendo Switch, PlayStation 4 en Xbox One (niet officieel, alleen via third party providers)[25][28][30]
- web (webGL)[25][26][28][31]
- VR en extended reality[25]

### Scripting
Godot ondersteunt verschillende programmeertalen voor het maken van games, waaronder het ingebouwde GDScript, C++ en C#. Daarnaast bevat Godot GDNative, voor het gebruik van andere programmeertalen, zoals Rust, Nim, en D. Godot heeft ook ondersteuning voor visueel programmeren met VisualScript, wat ontworpen is als een visueel equivalent van GDScript. 

### Rendering
Godot maakt gebruik van OpenGL ES 2.0 en OpenGL ES 3.0.